# Авантюрист (фильм)
«Авантюри́ст» (англ. The Venturer, кит. трад. 狼牙口, палл. Лан Я коу, буквально: «Ущелье Волчьего Клыка») — тайваньский художественный фильм 1976 года. Обладатель двух наград кинопремии «Золотая лошадь». Премьера на Тайване состоялась 21 февраля 1976 года.

## Сюжет
Дочь военачальника объединяется с лидером торговцев солью, чтобы положить конец террору над городом со стороны армии.

## В ролях
- Шангуань Линфэн — Шуйсянь
- Бай Ин — Ма Имин
- Синди Тан — сестра Ма Имина
- Тянь Е[кит.] — капитан Юй Лэй
- Цуй Фушэн[англ.] — военачальник Ха Сань
- Гэ Сяобао[кит.] — Да Бяо
- Лан Сюн[англ.] — старейшина
- У Юйкан[юэ] — Сяолун

## Съёмочная группа
- Компания: Central Motion Picture Corporation[англ.]
- Продюсер: Мэй Чанлин
  - Исполнительный продюсер: Гу Чжэньфу[англ.]
- Режиссёр: Чжан Пэйчэн[кит.]
- Сценарист: Сун Сянжу[кит.]
- Ассистент режиссёра: Ван Биньцзао, Мао Хунцзи
- Постановка боевых сцен: Ван Юншэн
- Грим: Ли Жуншэнь
- Художник-постановщик: Линь Дэнхуан
- Дизайнер по костюмам: Шу Ланьин
- Оператор: Чжан Хуэйгун
- Композитор: Хуан Маошань

## Награды
13-й Тайбэйский кинофестиваль «Золотая лошадь» (1976) — премии в следующих категориях:
- Лучшая режиссура — Чжан Пэйчэн
- Лучшая мужская роль второго плана — Лан Сюн

Картина также заняла второе место в категории «Лучший художественный фильм».